# NGC 6068A
NGC 6068A في الفهرس العام الجديد، هي مجرة، تقع في كوكبة الدب الأصغر. اكتشفت بواسطة ويليام هيرشل.

## روابط خارجية
- NGC 6068A على موقع ويكي سكاي: DSS2, SDSS, GALEX, IRAS, Hydrogen α, X-Ray, Astrophoto, Sky Map, Articles and images